# Атцори, Фернандо
Ферна́ндо Атцо́ри (итал. Fernando Atzori; 1 июня 1942, Алес (Италия) — 9 ноября 2020, Флоренция) — итальянский боксёр наилегчайшей весовой категории, выступал за сборную Италии в 1960-е годы. Чемпион летних Олимпийских игр в Токио, неоднократный победитель и призёр национальных первенств. После завершения карьеры в сборной в период 1965—1975 успешно выступал на профессиональном уровне, владел поясом чемпиона Европы.

## Биография
Фернандо Атцори родился 1 июня 1942 года в городе Алес на острове Сардиния. Первый успех пришёл к нему в 1963 году, когда он, находясь в наилегчайшем весе, завоевал титул чемпиона Италии. Год спустя он повторил это достижение и благодаря череде удачных выступлений на внутреннем первенстве удостоился права защищать честь страны на летних Олимпийских играх в Токио, где одержал верх над всеми своими соперниками и получил золото. Вскоре после этих соревнований принял решение покинуть сборную и стал профессионалом — всего за свою любительскую карьеру провёл 43 боя, из них 37 окончил победой, три поражением и три ничьей.
Став в 1965 году профессиональным боксёром, Атцори одержал семнадцать побед подряд, в том числе в 1967 году выиграл пояс чемпиона Европы, который впоследствии защитил девять раз. В 1972 году он всё-таки утратил титул, а через год вернул его и потерял вновь. Затем выступал с попеременным успехом, покинув ринг в 1975 году. На профессиональном уровне провёл в общей сложности 52 боя, из них 44 раза победил (13 нокаутом), шесть раз проиграл (2 нокаутом) и дважды сводил поединок к ничьей.